# Crowders Mountain
La Crowders Mountain è una delle due vette principali comprese nel Crowders Mountain State Park; l'altra è la Kings Pinnacle, comunemente chiamata semplicemente The Pinnacle.
Il parco statale e le due montagne sono situate nella Contea di Gaston, nell'area pedecollinare dello Stato americano della Carolina del Nord, tra le città di Kings Mountain e Gastonia, circa 40 km a ovest della popolosa Charlotte.
La Crowders Mountain è geologicamente un monadnock, cioè un monte che si innalza isolato rispetto al terreno circostante; la montagna, caratterizzata da pareti ripide con una falesia di 30–40 m, si innalza fino 495 m sul livello del mare e 240 m rispetto al terreno circostante.
I due monadnock Crowders Mountain e "The Pinnacle" fungevano un tempo da linea di demarcazione tra i territori di caccia delle tribù di nativi americani dei Catawba e Cherokee.

## Clima
Il clima dell'area è umido e subtropicale. La temperatura media è di 15 °C. Il mese più caldo è luglio con 24 °C e il mese più freddo è gennaio con 5 °C.
La piovosità media è di 1.514 millimetri all'anno. Il mese più umido è luglio con 197 mm di pioggia, mentre il più secco è ottobre con 59 mm.